# Chris Reynolds
Chris Reynolds (16 luglio 1960 – 4 maggio 2023) è stato un fumettista britannico.

## Biografia
Autore di fumetti gallese creò la serie Mauretania dalla metà degli anni '80, culminata con un'omonima graphic novel a fumetti pubblicata da Penguin Books nel 1990.
Nel 2005, l'autore canadese Seth lo considerava "il fumettista più sottovalutato degli ultimi 20 anni".
Un'antologia delle sue opere è stata pubblicata con grande successo dalla New York Review Books nel 2018.